# Джон Два Ястреба
Джон Два Ястреба (на английски: John Two-Hawks) е певец от САЩ. Изнася професионални концерти от началото на 1990-те. Пее и свири на различни инструменти, но е най-известен като изпълнител на традиционна индианска флейта.
Известен е с участието си в изпълнението на песента Creek Mary's Blood от албума Once и концерта End of an Era на групата Nightwish, както и с музиката си към филма Погребете сърцето ми в Ундид Ний.